# 长谷川翼
长谷川翼（日语：／ Hasegawa Tsubasa，1994年2月8日—），日本男子速度滑冰运动员，2012年世界青年锦标赛男子500米银牌得主、2013年冬季世界大学生运动会男子500米金牌得主、2017年亚洲冬季运动会男子500米银牌得主。退役后成为速度滑冰指导。